# Saint-André (Belgique)
 (juin 2020).
Si vous disposez d'ouvrages ou d'articles de référence ou si vous connaissez des sites web de qualité traitant du thème abordé ici, merci de compléter l'article en donnant les références utiles à sa vérifiabilité et en les liant à la section « Notes et références ».
Pour les articles homonymes, voir Saint-André.
Saint-André (en néerlandais Sint-Andries, en wallon Sint-Andrî) est une section de la commune belge de Dalhem située en Wallonie dans la province de Liège.
C'était une commune à part entière avant la fusion des communes de 1977.
Quelques rues du village de Saint-André (près de Mortier) sont reprises sur la commune de Blegny.
Toutefois, l'essentiel du village de Saint-André relève du territoire de Dalhem.

## Démographie
- Sources : INS, Rem. : 1831 jusqu'en 1970 = recensements, 1976 = nombre d'habitants au 31 décembre.

## Patrimoine et culture

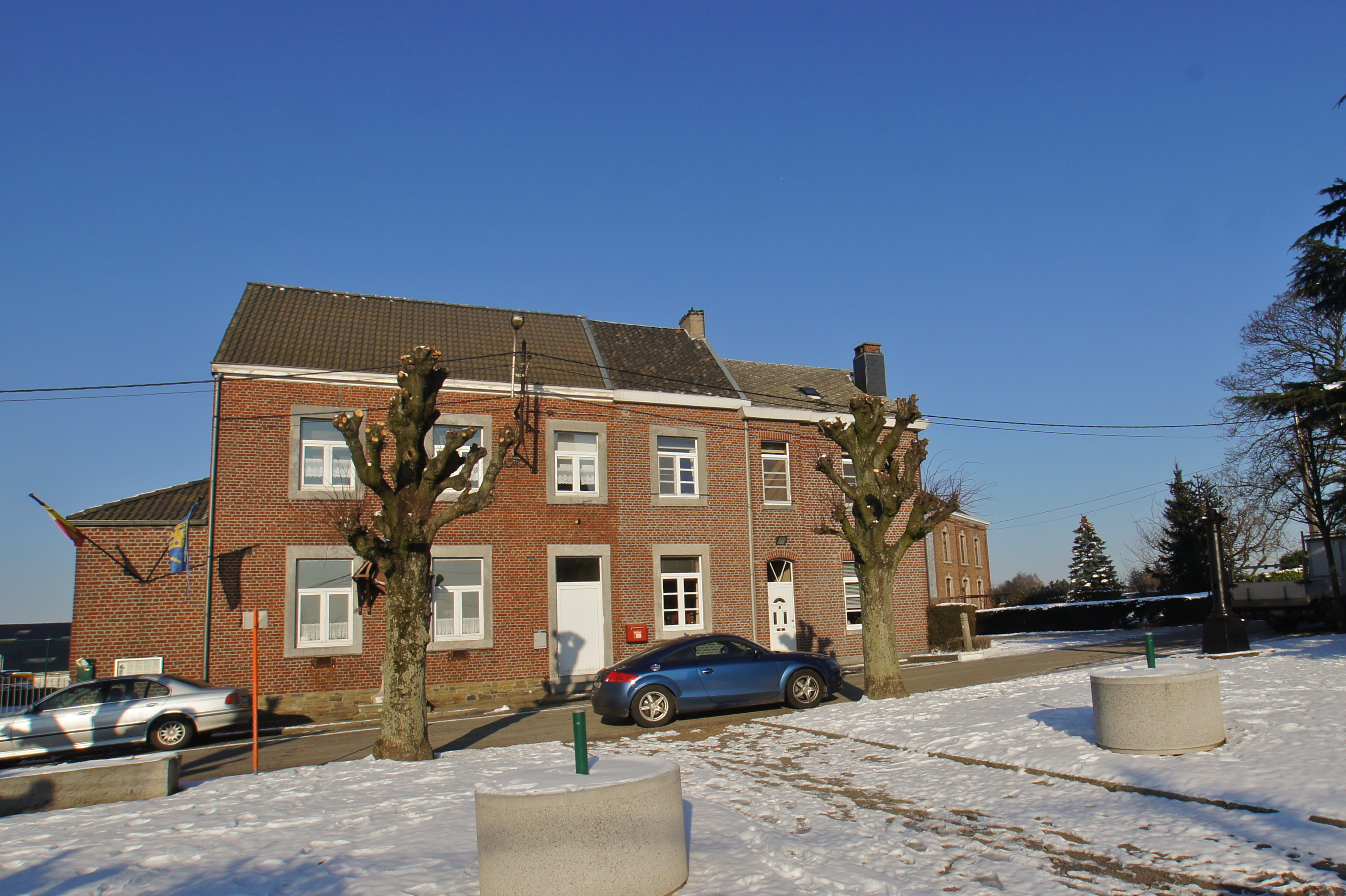
L'ancienne maison communale.

#### Histoire
- Comté de Dalhem
- Duché de Limbourg

#### Géographie
- Pays de Herve
- Entre-Vesdre-et-Meuse